# ドラコニアン・タイムズ
『ドラコニアン・タイムズ』（Draconian Times）は、イングランドのバンド、パラダイス・ロストが1995年に発表した5作目のスタジオ・アルバム。新ドラマーのリー・モリスを迎えて制作された。

## 反響・評価
バンドは本作で初の全英アルバムチャート入りを果たし、最高16位を記録した。また、全英シングルチャートでは「ザ・ラスト・タイム」が60位、「フォーエヴァー・フェイラー」が66位に達した。
ドイツでは、本作が14週アルバム・チャート入りして最高15位を記録し、「ザ・ラスト・タイム」はシングル・チャートで最高60位となった。
Daevid Jehnzenはオールミュージックにおいて5点満点中4.5点を付け「荒涼として抑圧的なゴシック・ロックと、ザクザクとしたヘヴィメタルの間に位置する作品」「彼らの以前の作品と比べて、少々実験的」と評している。

## 収録曲
特記なき楽曲はニック・ホルムズとグレッグ・マッキントッシュの共作。
1. インチャントメント - Enchantment – 6:05
2. ハロウド・ランド - Hallowed Land – 5:02
3. ザ・ラスト・タイム - The Last Time – 3:27
4. フォーエヴァー・フェイラー - Forever Failure – 4:18
5. ワンス・ソラム - Once Solemn – 3:03
6. シャドウキングス - Shadowkings – 4:41
7. イルーシヴ・キュア - Elusive Cure – 3:20
8. ヤーン・フォー・チェンジ - Yearn for Change (Nick Holmes, Gregor Mackintosh, Lee Morris, Steve Edmondson) – 4:19
9. シェイズ・オブ・ゴッド - Shades of God – 3:54
10. ハンズ・オブ・リーズン - Hands of Reason – 3:58
11. アイ・シー・ユア・フェイス - I See Your Face (Nick Holmes, Gregor Mackintosh, Aaron Aedy) – 3:17
12. ジェイディド - Jaded – 3:27

### 日本盤CD (PCCY-00756)ボーナス・トラック
これら3曲は、いずれもシングル「ザ・ラスト・タイム」のカップリング曲で、「ウォーク・アウェイ」はシスターズ・オブ・マーシーのカヴァーである。
1. ウォーク・アウェイ - Walk Away (Andrew Eldritch, Wayne Hussey) – 3:24
2. レイド・トゥ・ウェイスト - Laid to Waste – 3:15
3. マスター・オブ・ミスルール - Master of Misrule – 3:07

## 参加ミュージシャン
- ニック・ホルムズ - リード・ボーカル
- グレッグ・マッキントッシュ - リードギター、アコースティック・ギター
- アーロン・エイディ - リズムギター、アコースティック・ギター
- スティーヴ・エドモンドソン - ベース
- リー・モリス - ドラムス、パーカッション

アディショナル・ミュージシャン
- アンドリュー・ホールズワース - キーボード